# Cheilosia brunnipennis
Cheilosia brunnipennis är en tvåvingeart som först beskrevs av Becker 1894.  Cheilosia brunnipennis ingår i släktet örtblomflugor, och familjen blomflugor.
Artens utbredningsområde är Spanien. Inga underarter finns listade i Catalogue of Life.